# 乃木坂明日夏的祕密
《乃木坂明日夏的祕密》是五十嵐雄策所創作的日本輕小說，《乃木坂春香的秘密》的續集，於2018年4月起由電撃文庫（KADOKAWA）出版。和前作一樣由SHAA擔任插畫。
改編漫畫由作畫，於2019年9月號至2021年3月號在《月刊Comic Alive》（KADOKAWA）連載。另外，本作的新作短篇小說於KAKUYOMU和KIMIRANO上免費提供。

## 登場人物

### AMW研究會
澤村善人
本作的主角。由於受到冬姬的影響，開始看動漫、漫畫和小說。
乃木坂明日夏
本作的女主角。綾瀨裕人和乃木坂春香的女兒。
朝倉冬姬
善人的兒時玩伴。
神樂坂雪野
AMW研究會的會長。
木村
善人的同學。
河野
善人的同學。
古林
善人的同學。

### AMW研究會的家人
綾瀨裕人
明日夏的父親，現任乃木坂當家。前作《乃木坂春香的秘密》的主角。
乃木坂春香
明日夏的母親。前作《乃木坂春香的秘密》的女主角。
乃木坂美夏
明日夏的阿姨。
乃木坂未來
明日夏的姊姊。
澤村鈴音
善人的妹妹，小學四年級。

### 白城學園關係者
天宮椎菜
佐佐岡龍斗

## 出版書籍

### 輕小說
| 卷數 | KADOKAWA       | KADOKAWA               | 台灣角川      | 台灣角川              |
| 卷數 | 發售日期       | ISBN                   | 發售日期      | ISBN                  |
| ---- | -------------- | ---------------------- | ------------- | --------------------- |
| 1    | 2018年4月10日  | ISBN 978-4-04-893798-6 | 2019年7月22日 | ISBN 978-957-743097-7 |
| 2    | 2018年10月10日 | ISBN 978-4-04-912024-0 | 2020年2月27日 | ISBN 978-957-743554-5 |
| 3    | 2019年1月10日  | ISBN 978-4-04-912264-0 | 2021年3月17日 | ISBN 978-986-524284-8 |
| 4    | 2019年6月8日   | ISBN 978-4-04-912516-0 |               |                       |
| 5    | 2020年1月10日  | ISBN 978-4-04-912900-7 |               |                       |
| 6    | 2020年7月10日  | ISBN 978-4-04-913212-0 |               |                       |

### 漫畫
| 卷數 | KADOKAWA      | KADOKAWA               |
| 卷數 | 發售日期      | ISBN                   |
| ---- | ------------- | ---------------------- |
| 1    | 2020年1月23日 | ISBN 978-4-04-064304-5 |
| 2    | 2020年8月20日 | ISBN 978-4-04-064742-5 |
| 3    | 2021年2月22日 | ISBN 978-4-04-680188-3 |

## 朗讀PV
2021年5月20日，在YouTube的電擊文庫官方頻道上，作為由能登麻美子朗讀一篇文章，時間約7分半。